# Bibliotheca Hertziana

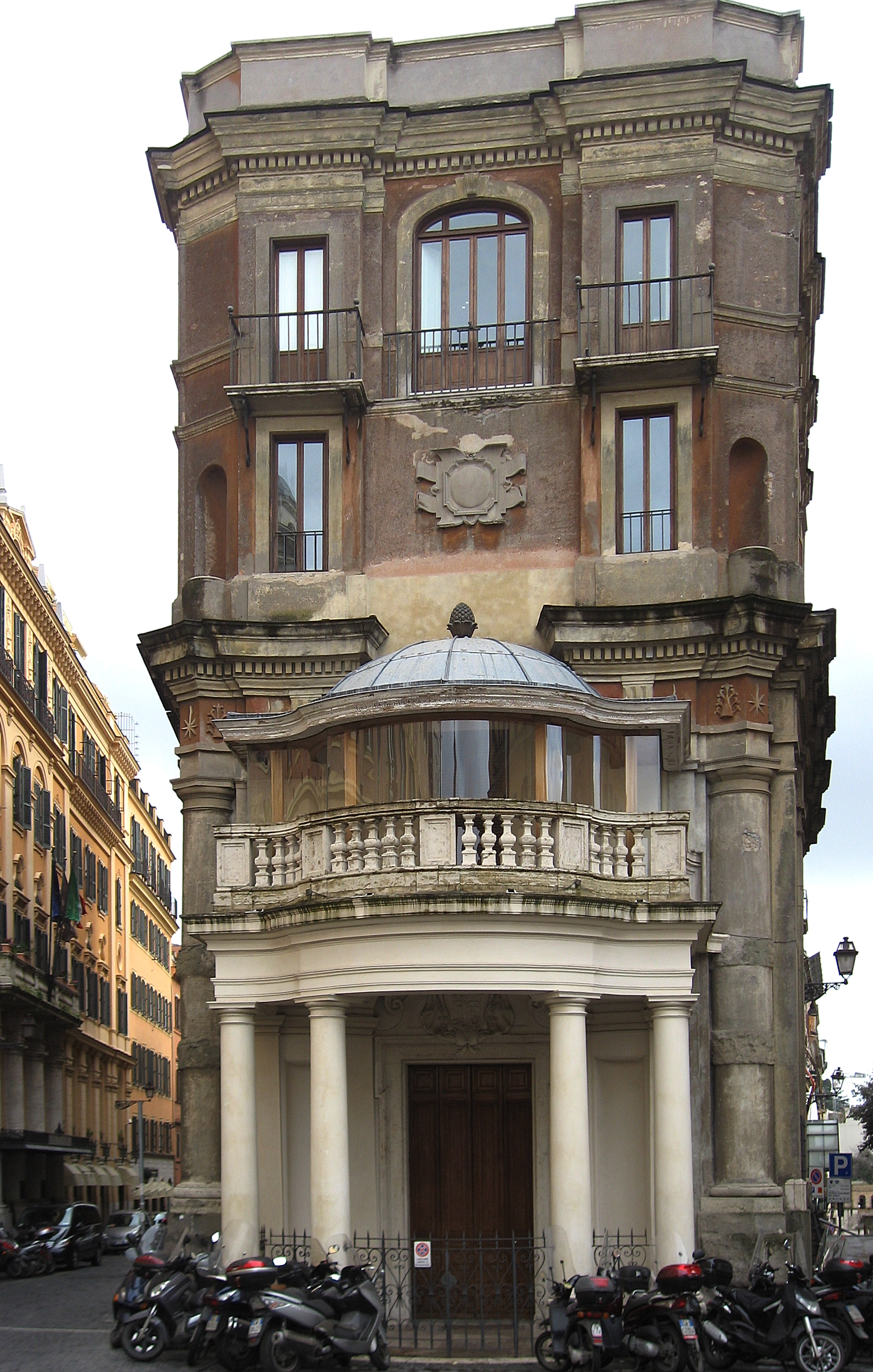
Le Palais Zuccari, premier site de la Bibliotheca Hertziana.

La Bibliotheca Hertziana ou Max-Planck-Institut für Kunstgeschichte (Institut Max-Planck pour l'histoire de l'art) est un organisme de recherche indépendant des universités et relevant de la Société Max-Planck pour le développement de la science. Son siège se trouve à Rome. La bibliothèque comprend plus de 260 000 livres, 2 422 périodiques, 760 000 photographies et divers documents historiques sur les arts italiens.

## Histoire
La Bibliotheca Hertziana a été fondée à Rome en 1913 sous la direction de l'historien de l'art Ernesto Steinmann, poste qu'il a occupé jusqu'en 1934, date de sa mort. L'institut résidait d'abord au palais Zuccari, où la mécène Henriette Hertz (1846-1913) issue de la bourgeoisie juive de Cologne avait constitué une bibliothèque d'histoire de l'art riche de 5 000 ouvrages. Hertz avait légué le tout à l'Institut Kaiser-Wilhelm (Kaiser-Wilhelm-Gesellschaft), à charge d'y ouvrir un institut de recherche pour l'histoire de l'art et de la civilisation.
Le projet initial de legs pour une fondation destinée au rapprochement entre les peuples fut orienté, par Ernesto Steinmann, revenu à Rome après la mort de sa femme en 1911, vers la constitution d'un centre de recherches, un « Institut romain d’histoire de l’art pour la recherche sur l’art et la sculpture depuis la Renaissance, avec une attention particulière à Rome » et « devant s’ouvrir aux chercheurs de toutes les nations ». Les objectifs principaux de l'institut étaient la recherche sur l'art italien et romain après l'Antiquité, en particulier pendant les périodes de la Renaissance et du baroque.
L'institut ferma en 1914, début de la Première Guerre mondiale, et l'Italie, qui comptait parmi les Alliés, réquisitionna la propriété en 1915 pour en protéger les contenus, conformément à l'idéal exprimé de la fondatrice, morte en 1913. Puis il rouvrit en 1920 et retrouva son statut public en 1927, date à laquelle Rudolf Wittkower fut l'assistant de Steinmann.
En 1934, année de la mort de Steinmann, eut lieu un changement de nom et l'institut devint « Kaiser-Wilhelm-Institut für Kunst- und Kulturwissenschaft (Bibliotheca Hertziana) » en même temps que l'on créait un département d'histoire de l'art et un département d'étude scientifique de l'art consacrés aux correspondances entre l'Allemagne et l'Italie. En 1938, nouveau changement de nom avec cette fois l'appellation de « Kaiser-Wilhelm-Institut für Kunst- und Kulturwissenschaft im Palazzo Zuccari. »
En 1943, fermés à nouveau, la bibliothèque et l'institut furent transférés à Merano, à Hallein et Saalfelden. Le palais Zuccari fut confisqué en 1944 par les militaires alliés.
En 1953, l'institut rouvrit grâce à un accord international annulant la confiscation de son contenu. L'institut fut alors attribué à la société Max-Planck et recommença son existence en tant que « Bibliotheca Hertziana (Institut Max-Planck) » (Max-Planck-Gesellschaft e.v.) ; depuis lors l'histoire de l'architecture fait l'objet d'une attention particulière. L'institut reçoit de nombreux boursiers (stipendiaten), dont certains via l'intermédiaire de The Kress Foundation.
Comme le bâtiment existant n'avait plus assez de place pour le stock de livres qui ne cessait de croître, que sa construction présentait des défauts et qu'il était mal protégé contre les risques d'incendie, une nouvelle menace de fermeture planait sur l'institut. Aussi décida-t-on dans les années 1960 de le reconstruire sans toucher aux façades historiques. En 1995 on ouvrit aux architectes un concours international. Parmi les huit projets proposés fut choisi celui de l'Espagnol Juan Navarro Baldeweg.
Aujourd'hui la Bibliotheca Hertziana est répartie dans trois bâtiments : le palais Zuccari, le palais Stroganoff acquis en 1963 et le Villino Stroganoff.
Le centre de gravité de la réserve de livres est consacré à l'histoire de l'art italien depuis le Moyen Âge jusqu'aux temps modernes. Le fonds se monte à présent à environ 260 000 volumes.

## Directeurs et directrices de l'institut
- 1913-1934 : Ernesto Steinmann
- 1934-1943 : Leo Bruhns
- 1943-1953 : fermeture de l'Institut
- 1953-1962 : Comte Franz von Wolff-Metternich[5]
- 1963-c. 1973 : Wolfgang Lotz et Otto Lehmann-Brockhaus
- 1975-1999 : Matthias Winner et Christoph Luitpold Frommel, spécialiste de l'architecture italienne de la Renaissance.
- 1994-2014 : Matthias Winner et Elisabeth Kieven, historienne de l'architecture.
- 2001-2014: Sybille Ebert-Schifferer et Elisabeth Kieven.
- 2015-...: Sybille Ebert-Schifferer et Tanja Michalsky.

## Sources
- (de + it + en) Site officiel
- Sybille Ebert-Schifferer, « Grands instituts d’histoire de l’art : La Bibliotheca Hertziana (Institut Max-Planck pour l’histoire de l’art) à Rome », dans Les Nouvelles de l'INHA, 15-4, Paris, INHA, juin 2003, p. 10-12  (ISSN 1620-7815) (en ligne).
- Thomas Lersch, « Les grandes bibliothèques d'art allemandes », dans Bulletin des bibliothèques de France, 38-1 [Dossier Les bibliothèques d'art], Paris, Villeurbanne, Enssib, 1993, p. 44-52, part. 46-47  (ISSN 1292-8399) (en ligne).
- Ulrike Emrich, Bibliotheca Hertziana Max-Planck-Institut Rom, Munich, Max-Planck-Gesellschaft, 1983 (Berichte und Mitteilungen, 5) ; nouv. éd. 1991  (ISSN 0341-7778).